# Teracotona bicolor
Teracotona bicolor là một loài bướm đêm thuộc phân họ Arctiinae, họ Erebidae.